# Duque de Eslavonia
Duque de Eslavonia (en latín: dux sclavoniae; en húngaro: szlavóniai herceg) fue una entitulación medieval excepcional tomada por miembros de la familia real húngara. Si bien no existía ninguna ley que lo estableciese, esta dignidad era tradicionalmente tomada por el heredero al trono del reino de Hungría. Parelalmente existía un "ban" o "gobernador" que administraba la región de Eslavonia, pues en muchos casos las personalidades reales si bien portaban el título de duque, no realizaban gestiones administrativas. El título de duque de Eslavonia nunca figuró entre los títulos portados por el rey de Hungría. Igualmente en muchos casos el título de duquesa de Eslavonia fue llevado por las reinas consortes viudas, al ser otorgado por sus hijos reinantes.

## Tradición del título
La región de Eslavonia se hallaba al suroeste del Reino de Hungría, en territorios que corresponden a la actual Croacia. Desde los inicios del reino húngaro varios territorios eslavonios habían quedado bajo influencia del monarca de Hungría. En 1091 el rey san Ladislao I de Hungría (r. 1077-1095) ocupó el reino croata luego de la muerte del monarca Dmitar Zvonimir (su esposa Helena de Hungría era hermana de Ladislao y lo llamó para que tomase el control, pues no había herederos que sucesiesen al rey croata). Fue entonces cuando Eslavonia pasó a quedar completamente dentro del reino húngaro, y el monarca de Hungría designaba un "ban" o gobernador, frecuentemente de entre su gente de confianza.
A finales del siglo XII, los miembros de la Casa de Árpád, la familia real húngara,  empezando con el príncipe Emerico quien recibió de su padre el rey Béla III de Hungría el título de Duque de Eslavonia (1194-1196). Tras la muerte de Béla III, Emerico ascendió al trono en 1196 y al poco tiempo, su hermano menor Andrés (el posterior rey Andrés II de Hungría) se rebeló ante su hermano, y forzó al rey a que le otorgase el título de dux dalmatiae et croatiae en 1197, y en 1198 el de dux Ramae, todas regiones eslavas relacionadas con Eslavonia.
Posteriormente Béla IV de Hungría también en su juventud antes de ser rey recibió de su padre el título de Duque de Eslavonia, y en 1226 el monarca se lo quitó y otorgó a su hijo menor Colomán. Décadas después, luego de ser coronado Béla IV le dio esta dignidad a su hijo mayor, Esteban (el futuro rey Esteban V de Hungría), y en 1260 lo transfirió a su hijo menor también llamado Béla. Tras la muerte de Esteban V en 1270, su hijo, el muy joven rey Ladislao IV de Hungría le otorgó el título de duque de Eslavonia a su hermano menor de 8 años llamado Andrés. Sin embargo, en 1278, murió el príncipe Andrés y su madre, la reina Isabel la Cumana (viuda de Esteban V), tomó primero el título de "ducissa de Machu et de Bozna" (duquesa de Moesia y Bosnia) en 1279, y en 1282 se hizo titular "ducissa totius Sclavonie" (duquesa de toda Eslavonia).
Ante la siguiente crisis vivida luego de que Ladislao IV se uniese a los cumanos y abandonase su estilo de vida cristiano occidental, maltratando al clero y repudiando a su esposa Isabela de Anjou, fue el momento apropiado para que actuase el nieto del fallecido rey Andrés II, llamado también Andrés en su honor. Andrés había nacido en Venecia y se había criado junto a la familia de Este, pues su abuela Beatriz de Este había huido a Venecia en 1235 tras la muerte de su esposo, siendo acusada por Béla IV de adulterio. El hijo de Beatriz nació en Venecia y recibió el nombre de Esteban y casado con la noble Tomasina Morosini tuvo entonces a Andrés.
Su de esta forma, Andrés viajó al territorio del sur de Hungría y tomó el título de duque de Eslavonia en 1278, significando esto claramente que él era el heredero al trono húngaro y a quien le correspondía en caso de fallecer Ladislao IV. Andrés fue coronado como Andrés III de Hungría en 1290 tras el asesinato de Ladislao y, en 1292, su madre Tomasina se mudó a su corte tomando el título de regina senior. En 1295, puesto que Andrés no tenía herederos, igual que como sucedió con Isabela la Cumana, la reina madre tomó entonces el título de "ducissa totus Sclavonie et gubernatrix citra danibialium partium usque maritima" (Duquesa de toda Eslavonia y gobernadora de los territorios desde el Danubio hasta el Mar). En 1297, Albertino Morosini, hermano menor de Tomasina y tío del rey Andrés III, tomó el título de Duque de Eslavonia.
Al lo largo de la Edad Media tardía, esta costumbre del título de duque de Eslavonia se continuó estilando. También se sabe de varios casos en los que se usó esta titulación luego de que llegase a Hungría la Casa de Anjou-Nápoles con Carlos I de Hungría tras la muerte de Andrés III en 1301. El rey Luis I de Hungría (1342-1382), hijo de Carlos I, nombró a su hermano menor Esteban de Anjou de Hungría duque de Eslavonia en 1350, portándolo hasta su muerte en 1354. Pocos años después, la madre del rey, Isabel Łokietek (viuda de Carlos I de Hungría) entitulada como duquesa de Eslavonia en 1359.
Ganando las guerras contra Nápoles, Luis I consiguió la custodia y tutoría del joven Carlos de Durazzo (posteriormente Carlos III de Nápoles y II de Hungría), hijo de un primo de su padre, a quien llevó a Hungría y acogió en su corte, pues el monarca húngaro no tenía hijos herederos varones. De esta manera, Carlos gobernó en la región de Croacia y Eslavonia, recibiendo el título de duque de Eslavonia desde 1369, y posteriormente también aparece entitulado como duque de Croacia y Dalmacia desde 1371. En 1380, muere la reina viuda madre, y la esposa de su hijo el rey Luis I, también llamada Isabel porta el título de Duquesa de Eslavonia (1380-1382).
Un siglo después, el joven Juan Corvino, hijo ilegítimo del rey húngaro Matías Corvino también portó el título de duque de Eslavonia entre 1495 y 1499 (así como el título de rey de Bosnia también).

## Anexo: duques de Eslavonia
- 1084-1095: Álmos el Ciego

(...)
- 1147-1162: Esteban III
- 1162-1172: Béla III

(...)
- 1194-1196: Emerico
- 1197-1205: Andrés II

(...)
- 1220-1226: Béla IV[2]
- 1226-1241: Colomán de Galitzia
- 1242-1245: Denis Türje
- 1245-1260:  Esteban V
- 1261-1269: Béla
- 1270-1272: Ladislao IV
- 1270-1271: Esteban el Póstumo

(...)
- 1274-1278: Andrés
- 1278-1290: Andrés III

(...)
- 1280-1283: Isabel la Cumana

(...)
- 1290-1300: Tomasina Morosini
- 1300-1301: Albertino Morosini

(...)
- 1349-1354: Esteban de Anjou de Hungría
- 1354-1356: Juan de Anjou (con su madre Margarita )
- 1356-1360: Ivan Anžuvinac

(...)
- 1369-1376: Carlos de Durazzo

(...)
- 1490-1497: Juan Corvino (Ivaniš)